# Гребёнка, Николай Павлович
Николай Павлович Гребёнка (укр. Микола Павлович Гребінка; 1819 — 27 сентября 1880) — русский архитектор, академик архитектуры Императорской Академии художеств, действительный статский советник. Действительный член Санкт-Петербургского общества архитекторов, гласный городской думы. Младший брат писателя Е. П. Гребёнки.

## Биография
Сын штаб-ротмистра Павла Ивановича Гребёнки. Николай Павлович родился в 1819 году на хуторе Глубокий Яр в приходе села Короваев. Детство провел в родной деревне с родителями, но уже в 1834 году, его вызывает в Петербург старший брат Евгений.
В ноябре 1835 года Евгений Павлович пишет прошение главнокомандующему Путей сообщения и публичных зданий генерал-адъютанту графу К. Ф. Толю с просьбой принять его младшего брата в Академию Художеств. Пройдя испытание в науке и рисовании, недоросль Николай оказался способным к обучению и был зачислен на курс 1836 года в число пансионеров Императорской Академии Художеств на счёт сумм ведомства путей сообщения и публичных зданий. В период обучения был дважды награждён серебряными медалями 1-й и 2-й степени.
У Николая Павловича было домашнее прозвище — Кокамбо, именно так брат Евгений называл его в семейной переписке. 24 сентября 1843 года Николай окончил Академию с присвоением звания неклассного художника. Архитекторскую практику начал с лета 1843 года под руководством профессора архитектуры Р. И. Кузьмина, в качестве его помощника на строительстве придворно-служительского дома в Петербурге (ул. Чайковского, 2). Одновременно он начал службу в Правлении 1 Округа Путей сообщения. Продолжая работу у Кузьмина, принял под его наблюдением участие в разработке первичных проектов Гатчинского собора, Гатчинского дворца.
20 августа 1845 года присвоен чин коллежского регистратора. С 24 августа 1847 года состоял в должности архитектора при чертёжной Правления Округа, занимался составлением проектов построек и перестроек и возведением по собственным проектам различных зданий. Из перестроек достоин упоминания Андреевский собор (6 линия Васильевского острова) с пристройкой к нему двух новых приделов. Из частных построек того времени стоит отметить дом Жукова, на углу Гороховой и Садовой улиц, о котором император Николай I при высочайшем рассмотрении проекта изволил выразиться: «Я рад, что на этом месте будет дом, а не клетка». 
Деревянное здание по адресу, 5-я линия В.О., д. 58-60, было построено в 1851 г. по проекту архитектора Н.П.. Гребенка, перестроено в 1878 г. архитектором К.Ф. Альтманом. Восточный фасад корпуса выходит на 5-ю линию В.О. и примыкает к четырехэтажному каменному корпусу имеет название  «Лечебница для нервнодушевнобольных Бари А.Э.» является обектом культурного наследия регионального значения.
В 1852 году Императорская Академия Художеств удостоила Николая Павловича звания академика архитектуры. С тех пор и до мая 1867 года он оставался на службе в Правлении 1 Округа Путей сообщения.
За этот период времени Николай Павлович произвел множество частных, городских и казённых построек и перестроек, числом не менее 70 — как в самой столице, так и за пределами её в разных губерниях. Значительна полная перестройка здания бывшего управления 1-й Адмиралтейской части в 1860 году, за которую он был награждён орденом Святого Владимира 4-й степени. Особенно стоит выделить здание министерства путей сообщения, за сооружение которого в 1861 году Николай Павлович был высочайше награждён орденом Святого Станислава 2-й степени. После передачи в 1867 году строительной части в ведение министерства внутренних дел он был причислен в это министерство по технико-строительному комитету.
В 1871 году за два месяца по проекту Николая Павловича было построено деревянное помещение для ремесленных классов дома призрения бедных детей и при нём церковь, за что ему был пожалован орден Святой Анны 2-й степени. В 1874 году окончил постройку здания ремесленного училища в 1-й Роте Измайловского полка, по фасаду профессора М. А. Макарова, за что был произведен в чин действительного статского советника. В 1875 году принимал участие в пересмотре правил Строительного училища, в качестве члена особой комиссии. К постройкам Николая Павловича за последние десятилетия относятся созданные по его собственным проектам: церковь во имя Святого Александра Свирского у Ямских рядов в Санкт-Петербурге и во имя явления чудотворной Тихвинской иконы Божьей матери, усыпальница коммерции советника Полежаева, что на кладбище Александро-Невской лавры. Также творению его рук принадлежат: богадельня братьев Елисеевых на Васильевском острове по 3-й линии; капитальная перестройка торгового ряда, известного под именем банковской линии в Гостином дворе; бани Овсянникова Рождественской части; дома братьев Елисеевых на Васильевском острове в Биржевом переулке с винными подвалами и устройством кладовых; два дома Овсянникова на Калашниковском проспекте и на углу Кирочной улицы, Фурштатской и Воскресенского проспекта; дом Полежаевых на Калашниковском проспекте и много других частных домов.
Своё первое приобретение собственного жилья Николай Павлович сделал в 1849 году. Видимо, какое-то время у него жила мать его и сестра Людмила Павловна (где-то до 1852 года). Потом мать уехала в родной хутор Убежище, а сестра вышла замуж за Владимира Павловича Елизарова. По данным на 1854 год он жил в доме 27 на 12 линии Васильевского острова, принадлежащем Беловой. Позже у него было как минимум два собственных дома — один на 6-й линии Васильевского острова, дом 49, постройки 1860 года; второй — особняк на Малом проспекте Васильевского острова, дом 16, левая часть, 1867—1868 годов постройки. Здесь в сентябре 1877 года у него снимал квартиру № 4 Илья Ефимович Репин.
За год до смерти расстроенное здоровье Николая Павловича заставило его удалиться от дел. Скончался 27 [9] октября 1880 года в Санкт-Петербурге, похоронен на Смоленском кладбище. Женат он не был и детей не имел.

## Постройки

### Санкт-Петербург
- Доходный дом. Соляной переулок, 14. 1844. (Надстроен).
- Доходный дом. Набережная реки Фонтанки, 179. 1844. (Включен в существующее здание).
- Доходный дом В. Г. Жукова. Садовая улица, 31 / Гороховая улица, 34. 1845.
- Доходный дом. Садовая улица, 107. Перестройка. 1845.
- Доходный дом. Улица Декабристов, 16. 1847.
- Торговые бани В. Г. Жукова. Проспект Римского-Корсакова, 117 / Лоцманская улица, 20, двор. 1847.
- Доходный дом. Набережная реки Мойки, 104 / переулок Матвеева, 1, правая часть. Перестройка и расширение. 1847—1849.
- Доходный дом. Владимирский проспект, 8. 1848. (Аттик надстроен).
- Доходный дом. Улица Короленко, 10 / Артиллерийский переулок, 3, угловая часть. Надстройка. 1848. (Расширен и перестроен).
- Приделы Андреевского собора. Большой проспект В. О., 21 / 6-я линия, 11. 1848—1850.
- Доходный дом. Большая Конюшенная улица, 1. 1849.
- Особняк Е. Е. Бранденбурга. Фурштатская улица, 30. Надстройка и расширение. 1849.
- Доходный дом. Прядильный переулок, 6. 1849. Совместно с Н. А. Сычёвым. (Надстроен).
- Доходный дом. Английский проспект, 44. Расширение. 1849.
- Торговое здание «Новая Банковская линия». Улица Ломоносова, 1. 1840-е. (?)
- Торговые здания Щукина рынка. Улица Ломоносова, 3. 1850.
- Доходный дом. Набережная канала Грибоедова, 17 / Малая Конюшенная улица, 12. Перестройка. 1850. Совместно с А. И. Ланге.
- Доходный дом. Набережная реки Фонтанки, 47. Перестройка. 1850.
- Особняк Э. Э. Брёмме. 12-я линия, 41 корпус 1 литера Ж. Перестройка. 1851.
- Доходный дом. Итальянская улица, 29. Перестройка. 1851. Совместно с А. Ф. Занфтлебеном. (Надстроен).
- Лечебница для нервнодушевнобольных Бари А. Э., 5-я линия Васильевского острова, 58-60. 1851[6].
- Доходный дом М. П. Титовой. Садовая улица, 77, правая часть / Лермонтовский проспект, 19. 1851. Совместно с Н. А. Сычёвым. Включен существовавший дом.
- Жилые флигели. 5-я линия, 60. 1851.
- Доходный дом. Проспект Римского-Корсакова, 61. 1851—1855.
- Доходный дом. Улица Рылеева, 39. 1852. Совместно с Е. Е. Аникиным.
- Особняк С. Т. Овсянникова. Проспект Бакунина, 19—25, правый корпус. 1852. (Надстроен).
- Доходный дом. Улица Жуковского, 12 / улица Чехова, 1. 1852.
- Доходный дом. Невский проспект, 82, перестройка 2го этажа и добавление фонарика-экрера. 1852.
- Доходный дом. Набережная Адмиралтейского канала, 7. Перестройка. 1852. Совместно с И. И. Климовым.
- Доходный дом. Лермонтовский проспект, 28. Перестройка. 1853. (Надстроен).
- Доходный дом Л. Н. Трут и О. Н. Харламовой. Улица Маяковского, 48 / Артиллерийская улица, 14 / улица Рылеева, 13. 1853—1854. (Надстроен).
- Доходный дом. Гороховая улица, 48. Перестройка. 1854. Совместно с Г. Буятти.
- Доходный дом. Садовая улица, 83. 1854. (Перестроен).
- Доходный дом. 1-я Красноармейская улица, 16 / 2-я Красноармейская улица, 13. 1855.
- Доходный дом. 7-я Красноармейская улица, 19 / 6-я Красноармейская улица, 20. 1855. (Расширен и перестроен).
- Доходный дом. Лермонтовский проспект, 40 / 13-я Красноармейская улица, 25. Надстройка и расширение. 1855.
- Доходный дом. Лермонтовский проспект, 42 / 8-я Красноармейская улица, 25. Надстройка и расширение. 1855—1857.
- Особняк П. П. Михеева. Набережная Обводного канала, 151—153. 1856.
- Доходный дом. Улица Декабристов, 7 / Фонарный переулок, 8. 1856. Включен существовавший дом.
- Доходный дом и зал собраний М. Ф. Руадзе. Набережная реки Мойки, 61 / Большая Морская улица, 16 / Кирпичный переулок, 8. Завершение. 1856—1857. Начат А. Робеном и Р. А. Желязевичем.
- Доходный дом Шклярского. Красноградский переулок, 2, правая часть. 1856—1857.
- Особняк Е. Я. Княжнина. 17-я линия, 58. 1857. (Расширен).
- Доходный дом. Улица Декабристов, 48. Перестройка. 1857.
- Доходный дом. Малая Подьяческая улица, 4, левая часть. 1858—1859.
- Дом Елисеевых. Невский проспект, 15 / набережная реки Мойки, 59 / Большая Морская улица, 14. Перестройка и расширение. 1858—1860.
- Съезжий дом 1-й Адмиралтейской части. Большая Морская улица, 63. Перестройка и расширение. 1858—1860.
- Особняк Шувалова. Почтамтская улица, 5. Перестройка. 1859.
- Доходный дом. 9-я линия, 26. 1859.
- Здание Главного управления путей сообщения и публичных зданий. Набережная реки Фонтанки, 117, левая часть. 1859—1861. (Надстроено).
- Дом Н. П. Гребёнки. 6-я линия Васильевского острова, 49. 1860. Включены существовавшие строения. (Надстроен).
- Малый гостиный двор. Набережная канала Грибоедова, 26/2 / улица Ломоносова, 2/26 / Перинная линия, 9. 1860. Надстроен.
- Доходный дом. Набережная канала Грибоедова, 80 / Красноградский переулок, 5. 1860. Совместно с Е. И. Ферри-де-Пиньи. Включен существовавший дом. (Перестроен и расширен).
- Доходный дом. Суворовский проспект, 37. 1861.
- Доходный дом. Набережная реки Фонтанки, 52. 1861. (Надстроен).
- Доходный дом. Улица Маяковского, 16 / улица Жуковского, 14. Перестройка. 1861.
- Доходный дом. Казанская улица, 9. Перестройка. 1861.
- Доходный дом С. Т. Овсянникова. Проспект Бакунина, 9 / Херсонская улица, 2. 1861—1862.
- Особняк Г. П. Елисеева. Биржевая линия, 14. 1861—1862. (Перестроен внутри).
- Доходный дом. 7-я Красноармейская улица, 15 / 6-я Красноармейская улица, 18, левая часть. 1861—1862.
- Склады торгового дома «Братья Елисеевы». Биржевой переулок, 4. 1861—1862, 1869—1870.
- Доходный дом. Климов переулок, 4. 1862.
- Доходный дом. Переулок Пирогова, 12, левая часть. 1862.
- Доходный дом. Старо-Петергофский проспект, 10, правая часть. 1862.
- Доходный дом. Московский проспект, 43 / 6-я Красноармейская улица, 2. Перестройка. 1862. (Надстроен).
- Сад у Никольского морского собора. Никольская площадь. Перепланировка. 1862.
- Ограда Князь-Владимирского собора. Улица Блохина, 26. 1860-е.
- Съезжий дом и пожарная команда Рождественской части. Мытнинская улица, 3 / 3-я Советская улица, 50 / 4-я Советская улица, 49. 1862−1864. Совместно с М. Ф. Петерсоном и Э. Г. Шуберским.
- Доходный дом. Проспект Римского-Корсакова, 65 / Мастерская улица, 11. Перестройка и расширение. 1862—1863, 1874. (Включен в существующее здание).
- Доходный дом. Набережная канала Грибоедова, 46 / Спасский переулок, 1. 1863. Включен в существовавший дом. (Надстроен).
- Доходный дом. Переулок Антоненко, 3. Перестройка. 1863.
- Доходный дом и зал собраний М. Ф. Руадзе. Улица Рубинштейна, 13. 1863—1864. (Частично перестроены).
- Доходный дом. Караванная улица, 8 / набережная реки Фонтанки, 11. Перестройка. 1864.
- Доходный дом. 14-я линия, 67. 1864. (Надстроен).
- Доходный дом и бани С. Т. Овсянникова. Проспект Бакунина, 19—25, левый корпус. 1865.
- Дом Гурьева. Большая Морская улица, 56 / набережная реки Мойки, 101 / Почтамтский переулок, 10. Перестройка. 1866. (Надстроен).
- Церковь св. Александра Невского при подворье Александро-Свирского монастыря. Разъезжая улица, 25 / Боровая улица, 1. 1866—1871. (Перестроена. Не сохранилась).
- Особняк Н. П. Гребёнки. Малый проспект В. О., 16, левая часть. 1867−1868. (Надстроен).
- Тихвинская церковь на Тихвинском кладбище Александро-Невской лавры. Площадь Александра Невского, 1. 1869—1873. (Перестроена).
- Доходный дом. Улица Академика Лебедева, 15 / Финский переулок, 1. 1871—1872, 1880. (Надстроен).
- Здание Ремесленного училища им. цесаревича Николая. 1-я Красноармейская улица, 1, левая часть. 1872—1874. Фасад по проекту М. А. Макарова. (Перестроено).
- Доходный дом С. Т. Овсянникова. Проспект Чернышевского, 17 / Фурштатская улица, 27 / Кирочная улица, 26. Надстройка и расширение. 1873—1874. (Надстроен).
- Здание Елизаветинской богадельни Елисеевых. 3-я линия, 30, средняя часть. 1874. (Перестроено).
- Доходный дом. 4-я Красноармейская улица, 5, правая часть. 1876.
- Доходный дом. ул. Большая Конюшенная, 1, 1849